# Amorimius barrettoi
Amorimius barrettoi är en tvåvingeart som först beskrevs av Carrera 1949.  Amorimius barrettoi ingår i släktet Amorimius och familjen rovflugor. Inga underarter finns listade i Catalogue of Life.